# Літопис Землі Молдавської
Літопис Землі Молдавської (рум. Letopisețul Tarii Moldovei), повна назва Літопис Землі Молдавської, відколи утворилась держава, про хід років і життів господарів, від Драгоша-воєводи до Арона-воєводи (рум. Letopisețul Tarii Moldovei, de când s-au descălecat țara și de cursul anilor și de viața domnilor careia scrie de la Dragoș vodă până la Aron vodă) — молдавський літопис, створений молдавським боярином Григорієм Уреке у 1642—1647 роках, в якому йдеться про події з історії Молдавії протягом 235 років — від заснування Молдавії Драгошем I (1359) до походу козаків Григорія Лободи на країну за часів господаря Арона (1594).
При написанні «Літопису Землі Молдавської» Григорій Уреке використовував такі джерела як Хроніка Штефана Великого, Хроніка Макарія, Хроніка Азарія, Хроніка Польська Марціна Бельського, Молдавський літопис Євстратія Логофетула, «Космографію» Герарда Меркатора, хроніки Константина Манассії та інші.
Твір має вагоме як історичне, так і літературне значення, оскільки є першим подібним твором, написаним румунською мовою.